# Hemidactylus brasilianus
Hemidactylus brasilianus är en ödleart som beskrevs av  Ayrton Amaral 1935. Hemidactylus brasilianus ingår i släktet Hemidactylus och familjen geckoödlor. Inga underarter finns listade i Catalogue of Life.